# Anthrax bowdeni
Anthrax bowdeni är en tvåvingeart som beskrevs av Baez 1983. Anthrax bowdeni ingår i släktet Anthrax och familjen svävflugor. Inga underarter finns listade i Catalogue of Life.